# NGC 5470
NGC 5470 este o galaxie spirală situată în constelația Fecioara. A fost descoperită în 17 aprilie 1830 de către John Herschel. Se află la o distanță de 20,61 de megaparseci de Pământ.